# برج طوكيو

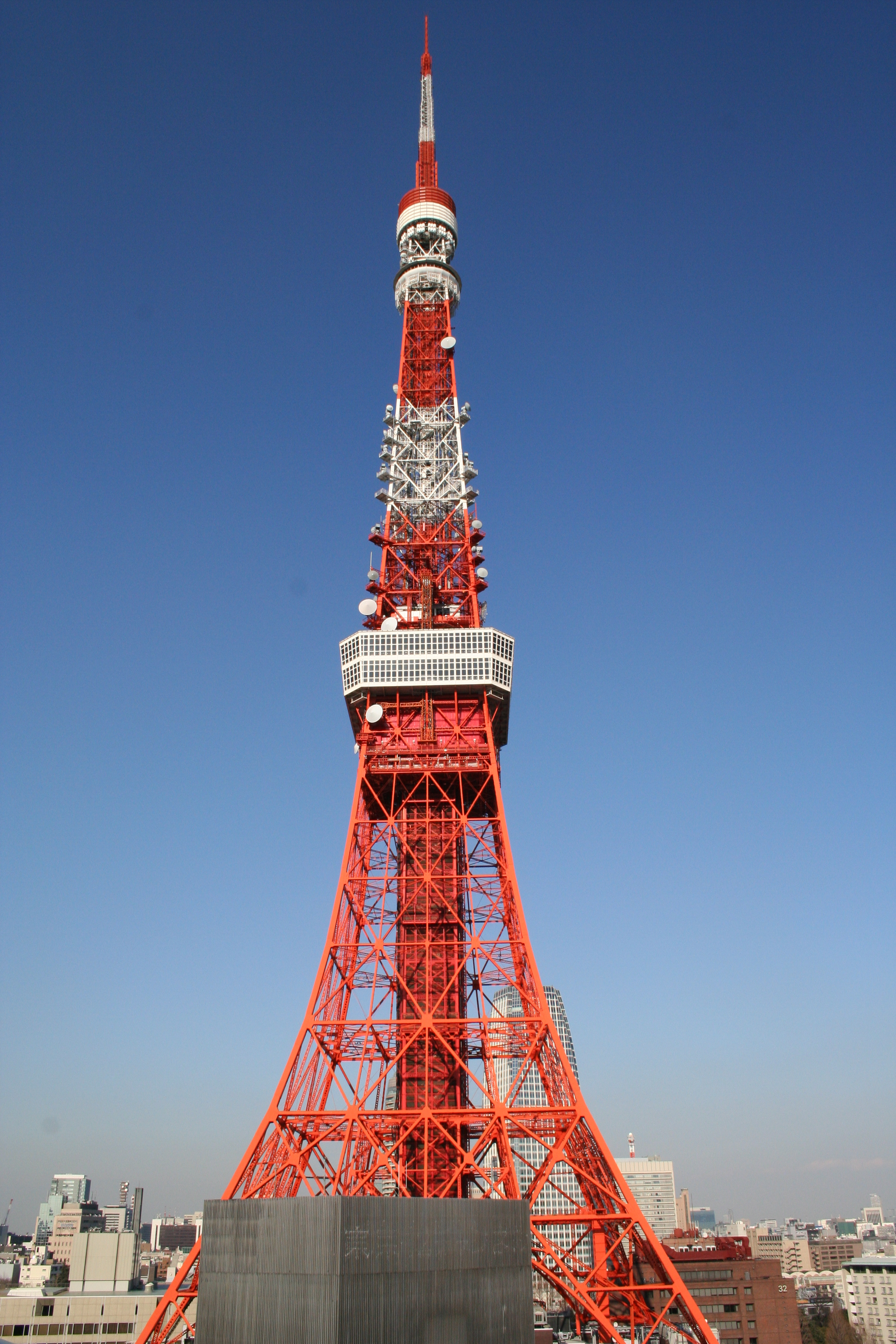
برج طوكيو

برج طوكيو (باليابانية: 東京タワー Tokyo Tawa) هو عبارة عن برج اتصالات يقع في حديقة شيبا، حي ميناتو، طوكيو، اليابان. يبلغ ارتفاعه 332.6 متر وهو مطلي باللونين البرتقالي والأبيض ويعتبر أطول بناء فولاذي يدعم نفسه في العالم، أطول بناء في اليابان، وترتيب 20 أطول برج في العالم. تم بناء البرج عام 1958. يشبه إلى حد كبير برج إيفل في بنيته، ويستخدم في البث الإذاعي والتلفزيوني لشبكات هيئة الإذاعة اليابانية، تي بي إس، وتلفزيون فوجي. كما أن البرج أيضاً مقصد لعدد كبير من الزائرين يومياً، حيث يزوره ما يقارب 2.5 مليون زائر سنوياً والمباني الملحقة به في أسفله، حيث يوجد مبنى من 4 طوابق يقع تماماً تحته يحوي العديد من المحلات والمتاحف. للبرج صالتي مراقبة، أحدها على ارتفاع 150 متر، والثانية على ارتفاع 250 متر.

## تاريخ
بدأت الحاجة في تغطية منطقة كانتو بإرسال هيئة الإذاعة اليابانية التلفزيوني، الذي بدأ في عام 1953. بدأت عندها شركات التلفاز ببناء أبراج خاصة بها من أجل بث الإرسال التلفزيوني، عندها خشيت الحكومة أن تصبح طوكيو مليئةً بالأبراج التلفزيونية الصغيرة للبث. وعندها تم اقتراح حل بناء واحد من أكبر أبراج البث في المنطقة، أيضًا كانت اليابان تبحث عن أحد الرموز من أجل تعريف العالم بفترة ازدهار اليابان في فترة ما بعد الحرب العالمية الثانية.

## بناؤه
كانت هناك حاجة إلى برج بث كبير في منطقة كانتو بعد أن بدأت NHK، محطة الإذاعة العامة في اليابان، البث التلفزيوني في عام 1953. بدأت شركات البث الخاصة العمل في الأشهر التي أعقبت بناء برج الإرسال الخاص بـ NHK. أدت طفرة الاتصالات هذه بالحكومة اليابانية إلى الاعتقاد بأنه سيتم قريبًا بناء أبراج نقل في جميع أنحاء طوكيو، وفي النهاية اجتاحت المدينة. كان الحل المقترح هو بناء برج كبير واحد قادر على الإرسال إلى المنطقة بأكملها.[بحاجة لمصدر] علاوة على ذلك، وبسبب الطفرة التي شهدتها البلاد في فترة ما بعد الحرب في الخمسينيات من القرن الماضي، كانت اليابان تبحث عن نصب تذكاري يرمز إلى صعودها كقوة اقتصادية عالمية.
خطط هيساكيشي مايدا، مؤسس ورئيس شركة نيبون دينباتو، مالك البرج والمشغل، ليكون البرج أطول من مبنى إمباير ستيت، الذي يبلغ ارتفاعه 381 مترًا، وهو أعلى مبنى في العالم. ومع ذلك، فشلت الخطة بسبب نقص الأموال والمواد. تم تحديد ارتفاع البرج في النهاية من خلال المسافة التي تحتاجها محطات التلفزيون لإرسالها في جميع أنحاء منطقة كانتو، مسافة حوالي 150 كيلومترًا (93 ميلًا). تم اختيار تاتشو نايتو، المصمم الشهير للمباني الشاهقة في اليابان، لتصميم البرج المقترح حديثًا. بالنظر إلى العالم الغربي للإلهام، بنى نايتو تصميمه على برج إيفل في باريس، فرنسا.

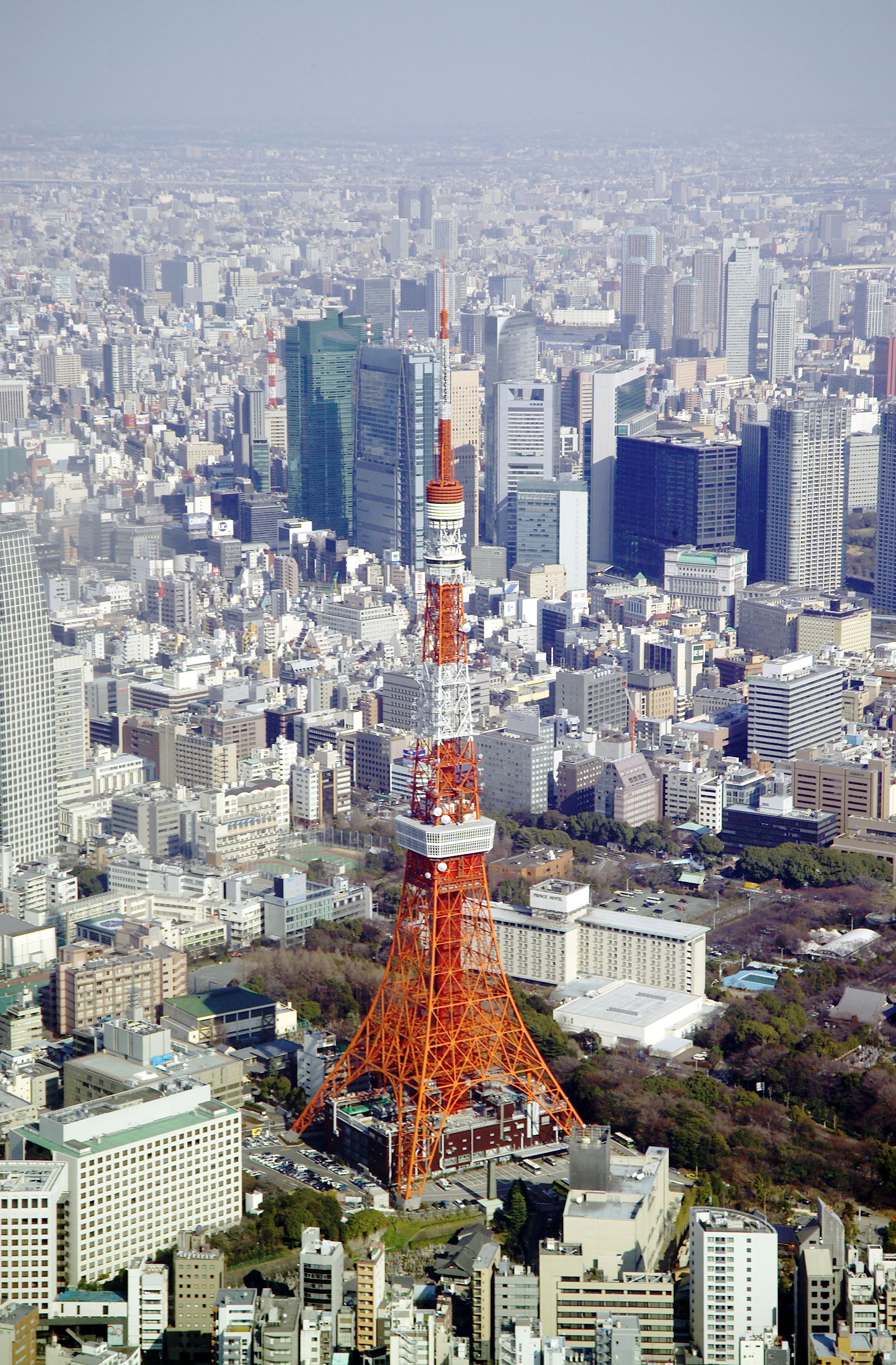
برج طوكيو مع شيودوم في الخلفية.

ادعي نايتو بمساعدة شركة الهندسة نيكين سيكي المحدودة، أن تصميمه يمكن أن يصمد أمام الزلازل بضعف شدة زلزال كانتو العظيم عام 1923 أو الأعاصير التي تصل سرعتها إلى 220 كيلومترًا في الساعة (140 ميلاً في الساعة).
اجتذب مشروع البناء الجديد المئات من عمال البناء اليابانيين التقليديين توبي المتخصصين في تشييد المباني الشاهقة. بدأت شركة تاكيناكا العمل في يونيو 1957 وعمل 400 عامل على الأقل في البرج كل يوم. تم تشييده من الفولاذ، ثلثه عبارة عن خردة معدنية مأخوذة من الدبابات الأمريكية التي تضررت في الحرب الكورية. عندما تم تثبيت الهوائي البالغ طوله 90 مترًا في مكانه في 14 أكتوبر 1958، كان برج طوكيو أطول برج قائم بذاته في العالم، حيث حصل على اللقب من برج إيفل بمقدار تسعة أمتار. على الرغم من كونه أطول من برج إيفل، يزن برج طوكيو حوالي 4000 طن فقط، أي أقل بمقدار 3300 طن من برج إيفل. بينما تجاوزت الأبراج الأخرى ارتفاع برج طوكيو، كان الهيكل لا يزال أطول هيكل اصطناعي في اليابان حتى أبريل 2010، عندما أصبح برج طوكيو سكاي تري الجديد أطول مبنى في اليابان. تم افتتاحه للجمهور في 23 ديسمبر 1958 بتكلفة نهائية قدرها 2.8 مليار ين (8.4 مليون دولار في عام 1958). تم رهن برج طوكيو مقابل 10 مليار ين في عام 2000.
تم التخطيط ليكون هوائيًا للاتصالات السلكية واللاسلكية ولونًا بألوان زاهية وفقًا لقانون الطيران في ذلك الوقت، ويتردد السائحون اليوم في الغالب على مرصدين بانوراميين في البرج؛ يشكل البرج نقطة مرجعية واضحة في أفق المركز الفوضوي، ويشكل معلمًا قويًا، ليلًا ونهارًا.

## أعمال الصيانة
كل خمس سنوات، يتم إعادة طلاء البرج في عملية تستغرق حوالي عام حتى تكتمل. من المقرر إعادة طلاء برج طوكيو في عام 2024.

## المهام

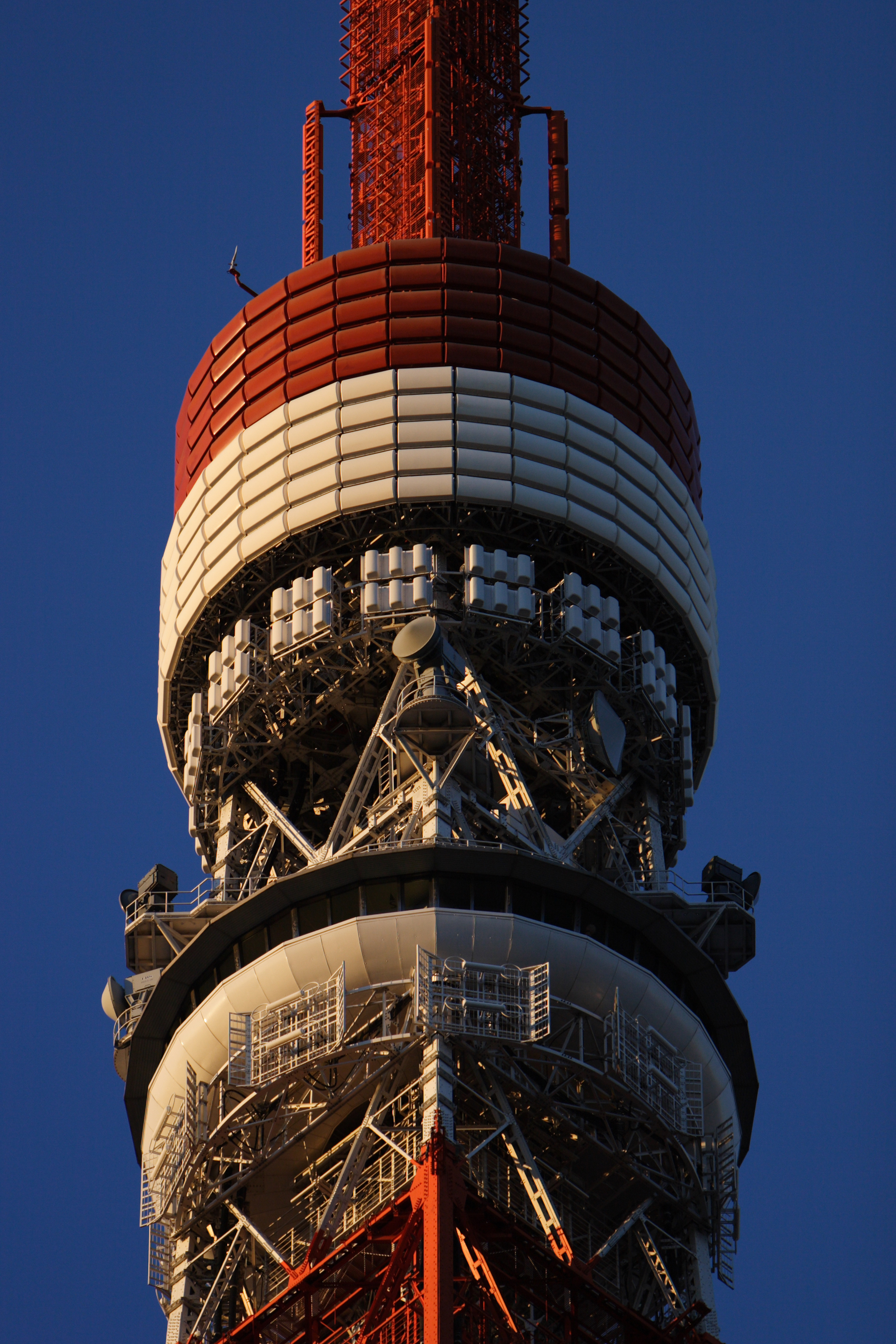
يقع المرصد الخاص مباشرة أسفل معدات البث التليفزيوني الرقمي للبرج.

يعتبر تأجير الهوائيات والسياحة هما مصدران رئيسيان لإيرادات برج طوكيو. يعمل كهيكل دعم هوائي للبث الإذاعي والتلفزيوني وهو وجهة سياحية تضم العديد من عوامل الجذب المختلفة. أكثر من 150 مليون شخص زاروا البرج إجمالاً منذ افتتاحه في أواخر عام 1958. كان حضور البرج ينخفض حتى وصل إلى 2.3 مليون في عام 2000. منذ ذلك الحين، ازداد الحضور، وقد استقطب مؤخرًا ما يقرب من ثلاثة ملايين زائر سنويًا.
أول منطقة يزورها السائحون عند وصولهم إلى البرج هي فوت تاون، وهي عبارة عن مبنى من أربعة طوابق يقع مباشرة تحت البرج. هناك، يمكن للزوار تناول الطعام والتسوق وزيارة العديد من المتاحف والمعارض. يمكن استخدام المصاعد التي تنطلق من الطابق الأول من فوت تاون للوصول إلى أول طابقين للمراقبة، المرصد الرئيسي المكون من طابقين. بالنسبة لسعر تذكرة أخرى، يمكن للزوار ركوب مجموعة أخرى من المصاعد من الطابق الثاني للمرصد الرئيسي للوصول إلى سطح المراقبة النهائي - المرصد الخاص.

## البث
يعتبر برج طوكيو عضو في الاتحاد العالمي للأبراج العظيمة، تستخدمه العديد من المنظمات لأغراض البث. كان الهيكل مخصصًا للبث التلفزيوني، ولكن تم تركيب هوائيات الراديو في عام 1961 لأنها يمكن أن تستوعبها. يبث البرج الآن التلفزيون التناظري والتلفزيون الرقمي والراديو والراديو الرقمي. تشمل المحطات التي تستخدم هوائي البرج ما يلي:
- تلفزيون طوكيو متروبوليتان (JOMX-TV): قناة 14 UHF (تناظرية).
- البث الإذاعي الهوائي من نيكاي (JOZ-SW): 3.925 ميجاهرتز.
- إير يونفرستي إف إم JOUD-FM): 77.1) ميجا هرتز.
- إير يونفرستي تي في (JOUD-TV): قناة UHF 16 (تناظرية).
- إف إم إنتر ويف JODW-FM): 76.1) ميجا هرتز.النظر إلي الأسفل من خلال الأرضية الزجاجية لبرج طوكيو.

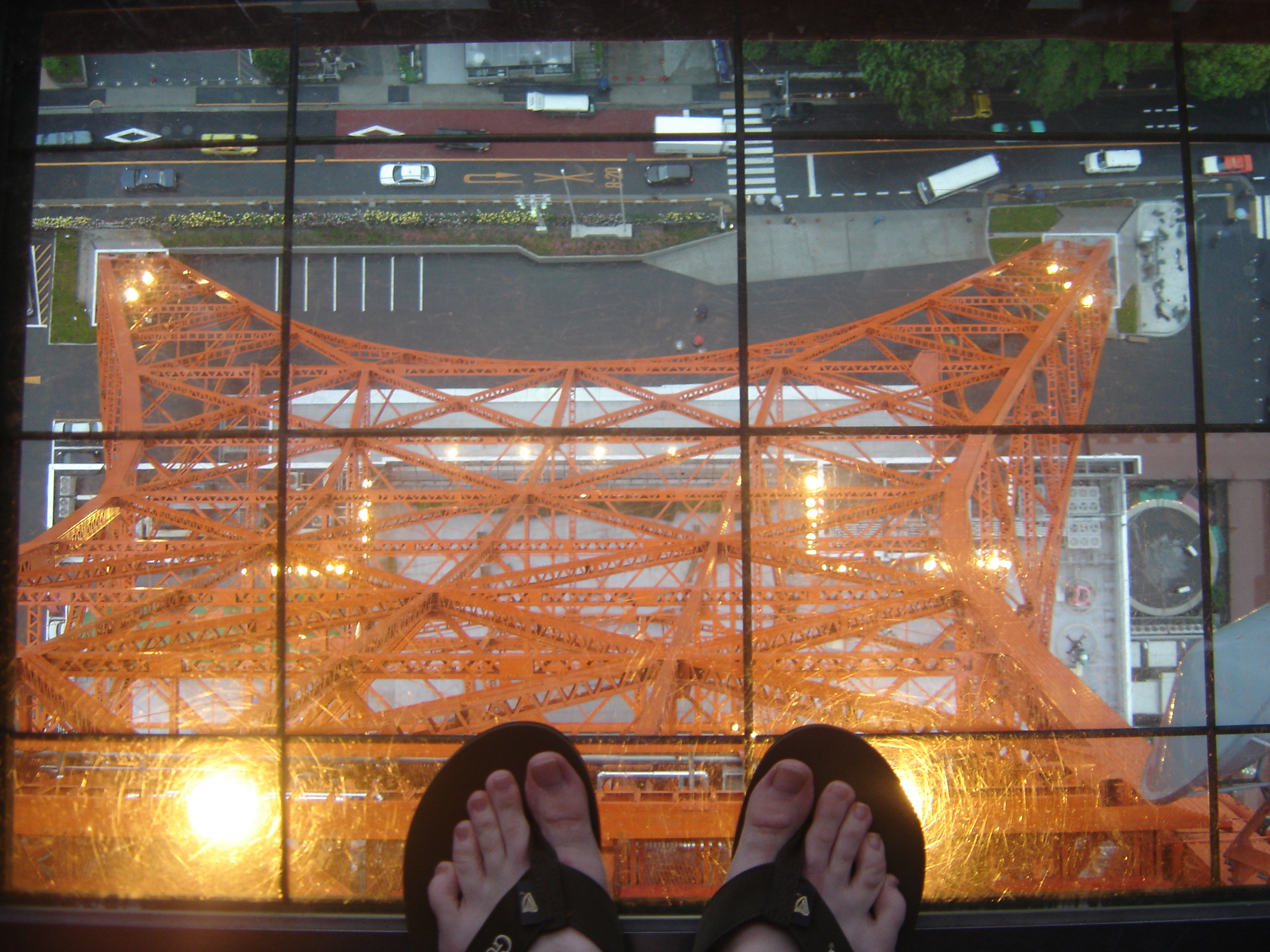
النظر إلي الأسفل من خلال الأرضية الزجاجية لبرج طوكيو.

- طوكيو إف إم JOAU-FM)) 80.0) ميجا هرتز.
- تلفزيون طوكيو (JOTX-TV): قناة VHF 12 (تناظرية).
- تلفزيون نيبون طوكيو (JOAX-TV): قناة VHF 4 (تناظرية).
- تلفزيون نظام بث طوكيو (JORX-TV): تلفزيون TBS / قناة VHF 6 (تناظري).
- تلفزيون فوجي طوكيو (JOCX-TV): تلفزيون فوجي التناظري / قناة VHF 8 (تناظري).

توظف اليابان كلاً من البث التناظري والرقمي، ولكن بحلول يوليو 2011، تم تغيير كل البث التلفزيوني إلى البث الرقمي فقط. برج طوكيو ليس هوائي بث موثوق به للبث الرقمي بالكامل لأن البرج ليس طويلاً بما يكفي لنقل موجات التردد الأعلى إلى المناطق المحاطة بالغابات أو المباني الشاهقة. كبديل، تم افتتاح برج جديد يبلغ ارتفاعه 634 مترًا (2,080 قدمًا) يسمى طوكيو سكاي تري في عام 2012. لجعل برج طوكيو أكثر جاذبية لـ NHK وخمسة مذيعين تجاريين آخرين يخططون لنقل محطات الإرسال الخاصة بهم إلى البرج الجديد، صاغ مسؤولو نيهون دينباتو خطة لتوسيع هوائي البث الرقمي من 80 إلى 100 متر بتكلفة تقارب 4 مليارات ين (50 مليون دولار أمريكي). نظرًا لأن هذه الخطط لم تتحقق، فمن المتوقع أن يتوقف برج طوكيو عن إرسال موجات الراديو التلفزيونية الرقمية باستثناء جامعة اليابان المفتوحة، التي ستستمر في البث عبر البرج. ستستمر محطات راديو FM أيضًا في استخدام البرج للبث في منطقة طوكيو. كما أشار ماساهيرو كاوادا، مدير تخطيط البرج، إلى إمكانية أن يصبح البرج نسخة احتياطية لـ طوكيو سكاي تري، اعتمادًا على ما يريده المذيعون أو يحتاجون إليه.

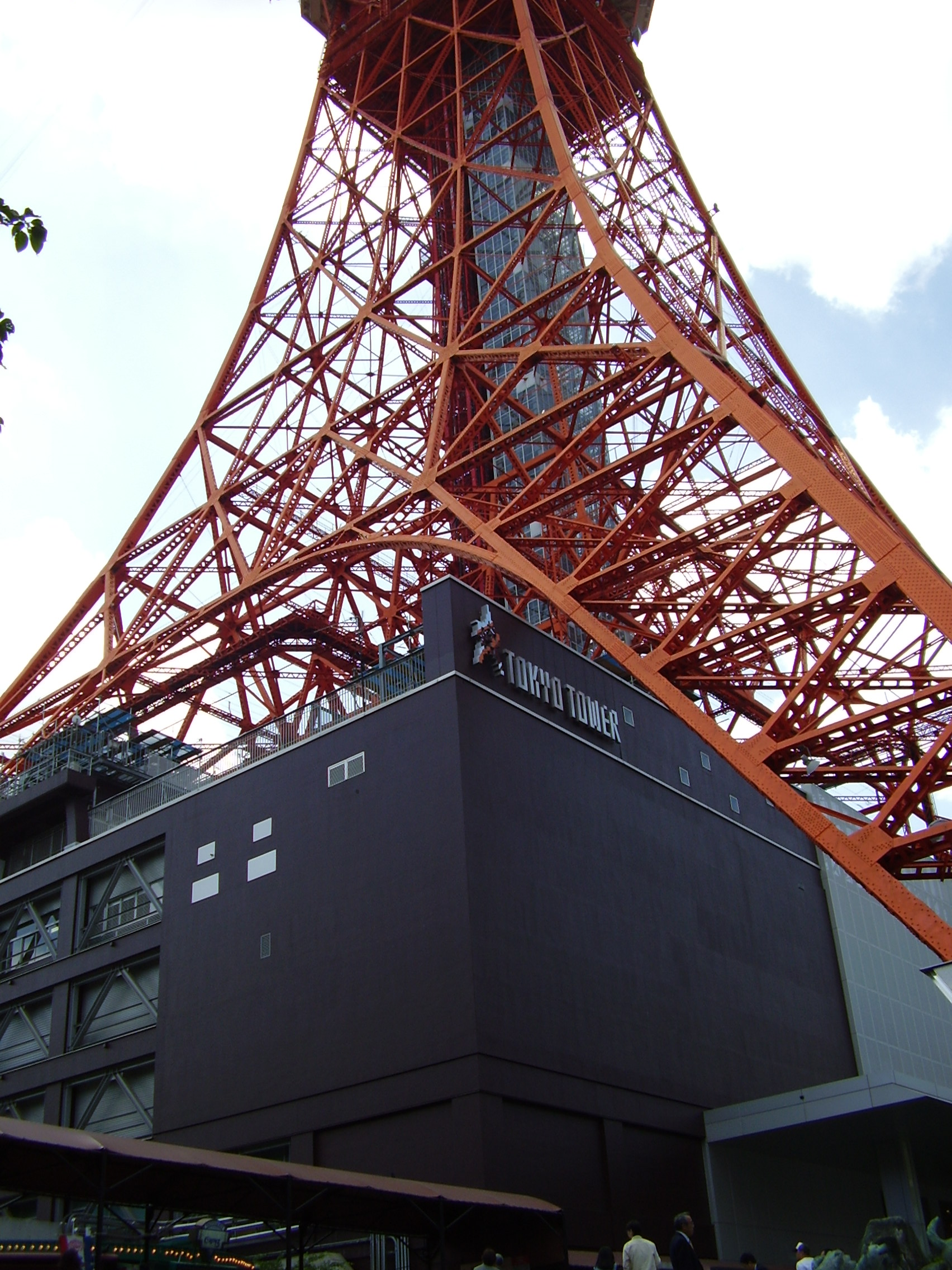
قاعدة برج طوكيو التي يقع تحتها فوت تاون.

تضرر رأس الهوائي في 11 مارس 2011 بسبب زلزال توهوكو. في 19 يوليو 2012، انكمش ارتفاع برج طوكيو إلى 315 مترًا بينما تم إصلاح الهوائي العلوي للأضرار الناجمة عن الزلزال.

### عوامل الجذب

#### فوت تاون
يقع في قاعدة البرج مبنى مكون من 4 طوابق يعرف باسم فوت تاون. يضم الطابق الأول معرض الأكواريوم وقاعة استقبال و «مطعم البرج» الذي يتسع لـ 400 شخص ومتجر فاميلي مارت ومتجر للهدايا التذكارية. ومع ذلك، فإن عوامل الجذب الرئيسية في هذا الطابق هي المصاعد الثلاثة التي تعمل بمثابة رحلة مباشرة إلى المرصد الرئيسي. الطابق الثاني هو في الأساس منطقة طعام وتسوق. بالإضافة إلى المطاعم الخمسة المستقلة، تتكون قاعة الطعام بالطابق الثاني من أربعة مطاعم، بما في ذلك ماكدونالدز ولا بيتزا.

يضم الطابقان الثالث والرابع من فوت تاون العديد من مناطق الجذب السياحي. الطابق الثالث هو موطن لمتحف غينيس للأرقام القياسية في طوكيو، وهو متحف يضم شخصيات بالحجم الطبيعي ولوحات صور وتذكارات تصور سجلات مثيرة للاهتمام تم توثيقها من قبل كتاب غينيس. افتتح متحف طوكيو تاور للشمع في عام 1970، ويعرض تماثيل شمعية مستوردة من لندن حيث صنعت. تتراوح الأرقام المعروضة من أيقونات الثقافة الشعبية مثل فرقة البيتلز إلى الشخصيات الدينية مثل المسيح. معرض الهولوغرام المسمى جالري ديلوكس، توجد صالة وعدد قليل من المتاجر المتخصصة في هذا الطابق. يقع معرض تريك للفنون في برج طوكيو في الطابق الرابع والأخير من المبنى. يعرض هذا المعرض خدع بصرية، بما في ذلك اللوحات والأشياء التي يمكن للزوار التفاعل معها

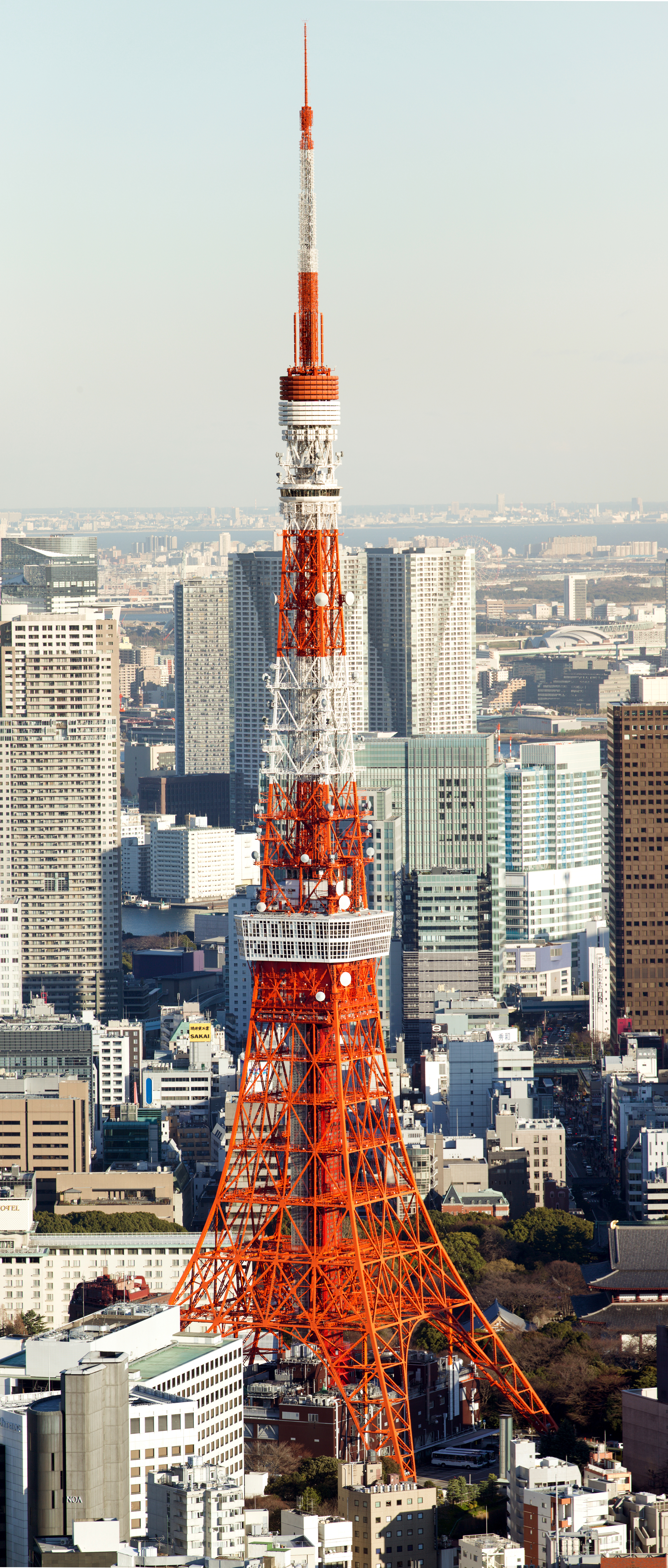
برج طوكيو عام 1958.

على سطح مبنى فوت تاون توجد مدينة ملاهي صغيرة تحتوي على العديد من الألعاب الصغيرة وتستضيف العروض الحية للأطفال. في عطلات نهاية الأسبوع والأعياد، يمكن للزوار استخدام السطح للوصول إلى الدرج الخارجي للبرج. في حوالي 660 درجة، يكون الدرج بديلاً لمصاعد البرج ويؤدي مباشرة إلى المرصد الرئيسي.

### برج طوكيو ون بيس
استنادًا إلى قصة الأنمي ون بيس، يتميز برج طوكيو بمنتزه ترفيهي صغير من قطعة واحدة تم افتتاحه في عام 2015. تقدم مدينة الملاهي مجموعة من مناطق الجذب والمتاجر والمطاعم، وكلها تستند إلى شخصيات من مانغا ايشيرو اودا. يمكن للمستفيدين الاستمتاع بالألعاب أو مناطق الجذب المختلفة بناءً على شخصياتهم المفضلة أو الاستمتاع بوجبات من عالم ون بيس. يوجد أيضًا متجر هدايا يعرض سلعًا حصرية لمحبي ون بيس.

## المظهر
يتطلب برج طوكيو الدولي ما مجموعه 28000 لتر (7400 جالون أمريكي) من الطلاء لطلاء الهيكل بالكامل باللون الأبيض والبرتقالي، بما يتوافق مع لوائح السلامة الجوية. قبل الذكرى الثلاثين للبرج في عام 1987، كانت الإضاءة الوحيدة على البرج هي المصابيح الكهربائية الموجودة على خطوط الزاوية الممتدة من القاعدة إلى الهوائي. في ربيع عام 1987، دعا نيهون دينباتو مصمم الإضاءة موتوكو إيشي لزيارة البرج. منذ افتتاحه قبل 30 عامًا، انخفضت مبيعات التذاكر السنوية للبرج بشكل كبير، وفي محاولة لتنشيط البرج وتثبيته مرة أخرى كموقع جذب سياحي مهم ورمز لطوكيو، تم التعاقد مع إيشي لإعادة تصميم ترتيبات الإضاءة في برج طوكيو.

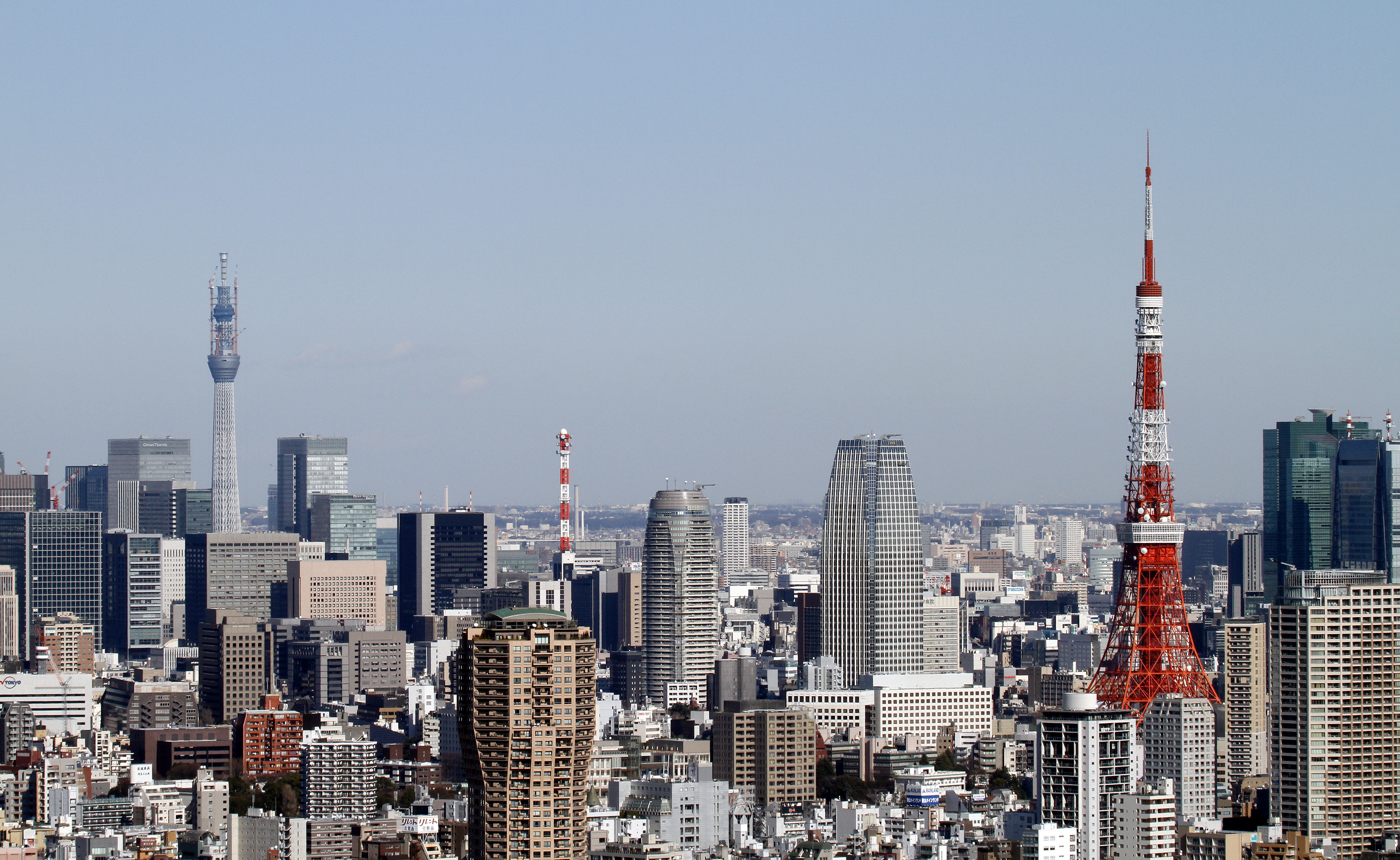
برج طويو في يناير 2011 مع برج طوكيو سكاي تري قيد الإنشاء.

تم كشف النُقاب عن ترتيب الإضاءة الجديد في عام 1989، حيث تطلبت إزالة مصابيح الإضاءة الخارجية وتركيب 176 مصباحًا كشافًا داخل إطار البرج وحوله. من الغسق حتى منتصف الليل، تضيء الأضواء الكاشفة البرج بأكمله. تستخدم مصابيح بخار الصوديوم في الفترة من 2 أكتوبر إلى 6 يوليو لتغطية البرج باللون البرتقالي. من 7 يوليو إلى 1 أكتوبر، تم تغيير المصابيح إلى مصابيح هاليد معدنية لإضاءة البرج باللون الأبيض. السبب وراء التغيير هو سبب موسمي. يعتقد إيشي أن اللون البرتقالي هو لون أكثر دفئًا ويساعد على تعويض أشهر الشتاء الباردة. على العكس من ذلك، يُعتقد أن اللون الأبيض لون رائع يساعد خلال أشهر الصيف الحارة.
من حين لآخر، يتم تغيير إضاءة برج طوكيو إلى ترتيبات محددة للمناسبات الخاصة. يضيء البرج خصيصًا لبعض الأحداث السنوية. منذ عام 2000 ، أُضيء البرج بأكمله باللون الوردي في 1 أكتوبر لتسليط الضوء على بداية الشهر الوطني للتوعية بسرطان الثدي. يحتوي البرج أيضًا على مجموعة متنوعة من ترتيبات الإضاءة الخاصة لعيد الميلاد منذ عام 1994. خلال ليلة رأس السنة الجديدة، يضيء البرج في منتصف الليل مع عرض رقم عام على جانب واحد من المرصد للاحتفال بقدوم العام الجديد. تسببت الأحداث اليابانية الخاصة أيضًا في إضاءة البرج بعدة طرق غير تقليدية. في عام 2002 ، أضاءت الأقسام المتناوبة من البرج باللون الأزرق للمساعدة في الاحتفال بافتتاح كأس العالم لكرة القدم في اليابان. أضاءت الأقسام المتناوبة من البرج باللون الأخضر في يوم القديس باتريك في عام 2007 للاحتفال بالذكرى الخمسين للعلاقات اليابانية الأيرلندية. في مناسبات قليلة، تم إضاءة برج طوكيو خصيصًا للتوافق مع أحداث الشركات. على سبيل المثال، كان النصف العلوي من البرج مضاءًا باللون الأخضر ليتوافق مع العرض الياباني الأول لفيلم ذا ماتركس ريلوديد وأضاءت أقسام مختلفة من البرج باللون الأحمر والأبيض والأسود للاحتفال باليوم الأول لمبيعات كوكا كولا. أضاء البرج أيضًا في الألفية الجديدة في عام 2000 حيث أعادت موتوكو إيشي دورها كمصممة. في ديسمبر 2008، أنفق نيهون دينباتو 6.5 مليون دولار لإنشاء مخطط إضاءة ليلي جديد - بعنوان «الحجاب الماسي» - للاحتفال بالذكرى الخمسين لتأسيس البرج. تضمن الترتيب 276 مصباحًا بسبعة ألوان موزعة بالتساوي على الأبراج الأربعة وجوه.

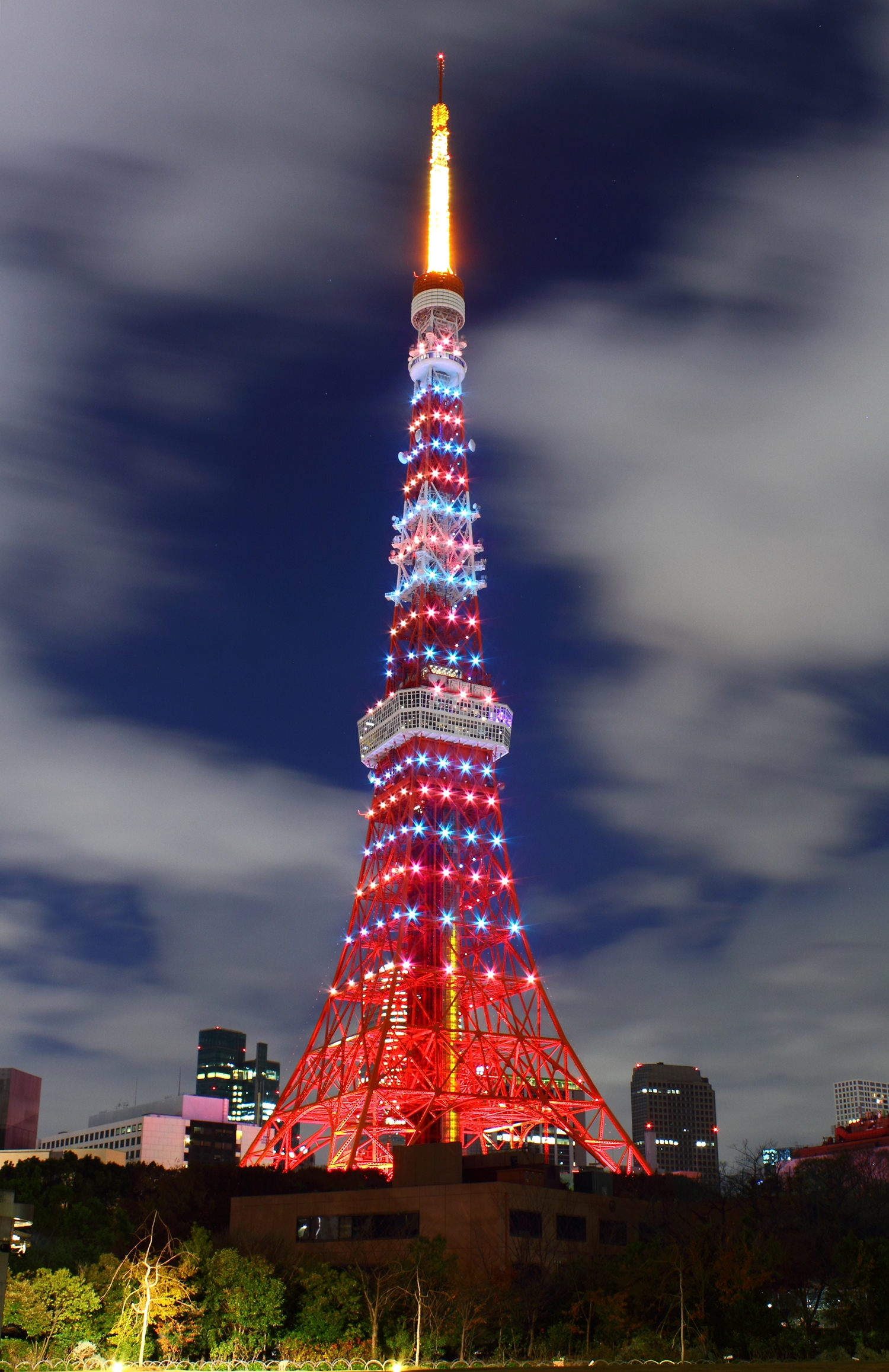
إضاءة داموند فيل.

عند استخدام الإضاءة المتخصصة على البرج، غالبًا ما يلعب المرصد الرئيسي دورًا مهمًا. خلال «يوم الشريط الأبيض» الدولي الثاني في 10 سبتمبر 2005، كان البرج غير مضاء بالكامل باستثناء المرصد الرئيسي الذي أضاء بضوء أبيض ساطع. تمثل الحلقة البيضاء الناتجة الشريط الأبيض المشار إليه في اسم اليوم. يتم استخدام طابقين من النوافذ التي تشكل السطح الخارجي للمرصد الرئيسي لعرض الكلمات أو الأرقام. عندما استخدم البرج الإضاءة للاحتفال بذكرى البث الرقمي الأرضي الذي كان متاحًا لأول مرة في منطقة كانتو في 1 ديسمبر 2005، عرض كل جانب من المرصد الرئيسي الأحرف 地 デ ジ (تشي ديجي، اختصار لـ 地上 デ ジ タ ル 放送 chijō dejitaru hōsō البث الرقمي الأرضي). في الآونة الأخيرة، عرض المرصد كلاً من «طوكيو» و "2016" للتأكيد على عرض لأولمبياد طوكيو 2016. كما تم عرض الصور البدائية، مثل القلوب، باستخدام نوافذ المرصد.

## التجديد
علقت العمليات في الطابق العلوي لبرج طوكيو (على ارتفاع 250 مترًا) العمليات في عام 2016. أعيد افتتاح توب ديك في 3 مارس 2018. في ذلك الوقت، أعلن برج طوكيو أيضًا عن إعادة تسمية كلا الطابقين. أدت عمليات التجديد على السطح الرئيسي، والتي بدأت في سبتمبر 2016، إلى إغلاق جزئي للسطح.

## تمائم
لدي برج طوكيو تميمتين اسمهم كالآتي: ノ ッ ポ ン Noppon. وهما شقيقان: الأخ الأكبر، الذي يرتدي دنغري أزرق، والأخ الأصغر الذي يرتدي دنغري أحمر. اكتشفهم النُقاب عنهما في 23 ديسمبر 1998 للاحتفال بالذكرى الأربعين لبرج طوكيو.

## صور البرج

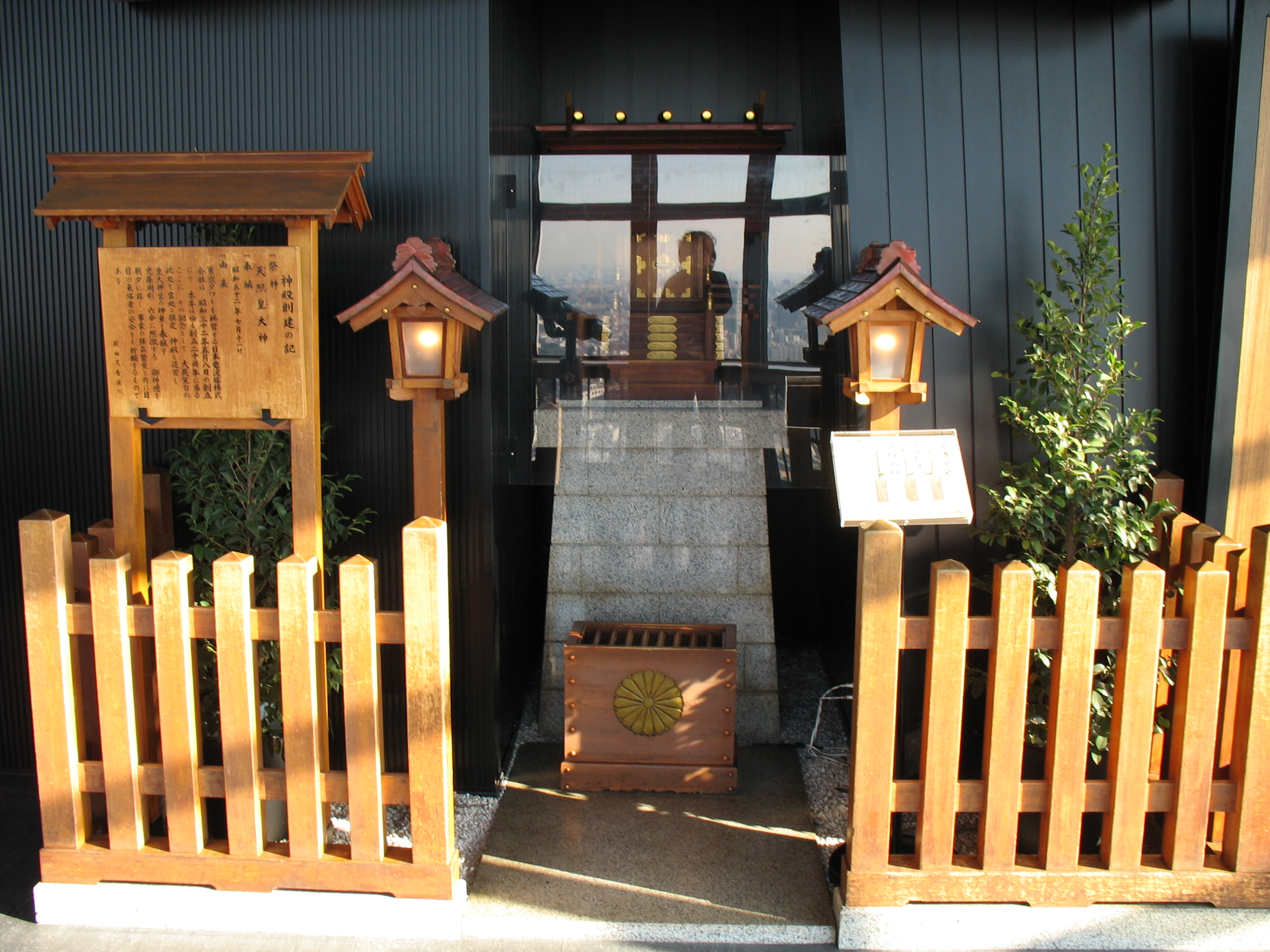
يقع ضريح شنتو في الطابق الثاني من المرصد الرئيسي.

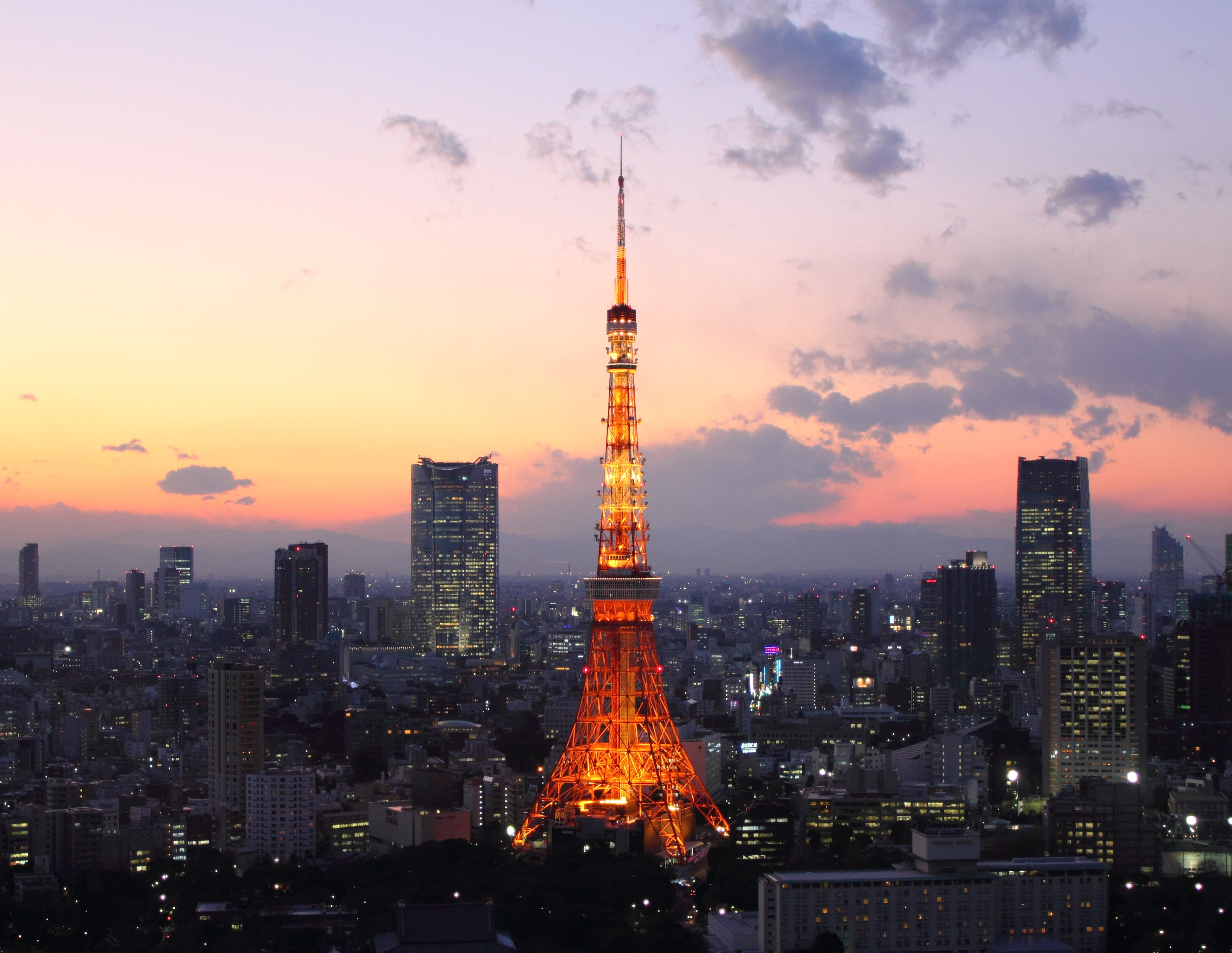
برج طويو أثناء الغروب
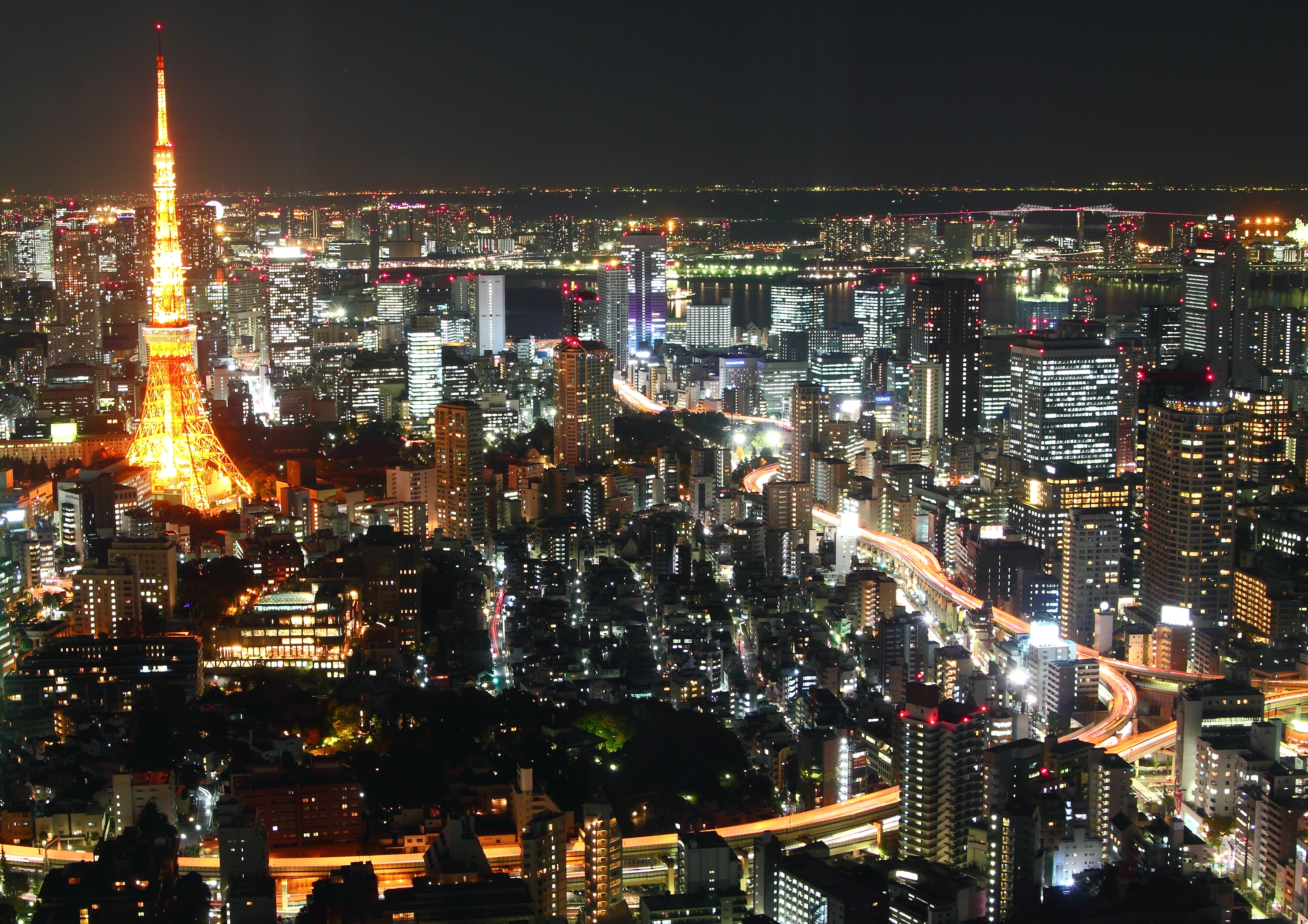
ببرج طوكيو أثناء الليل.
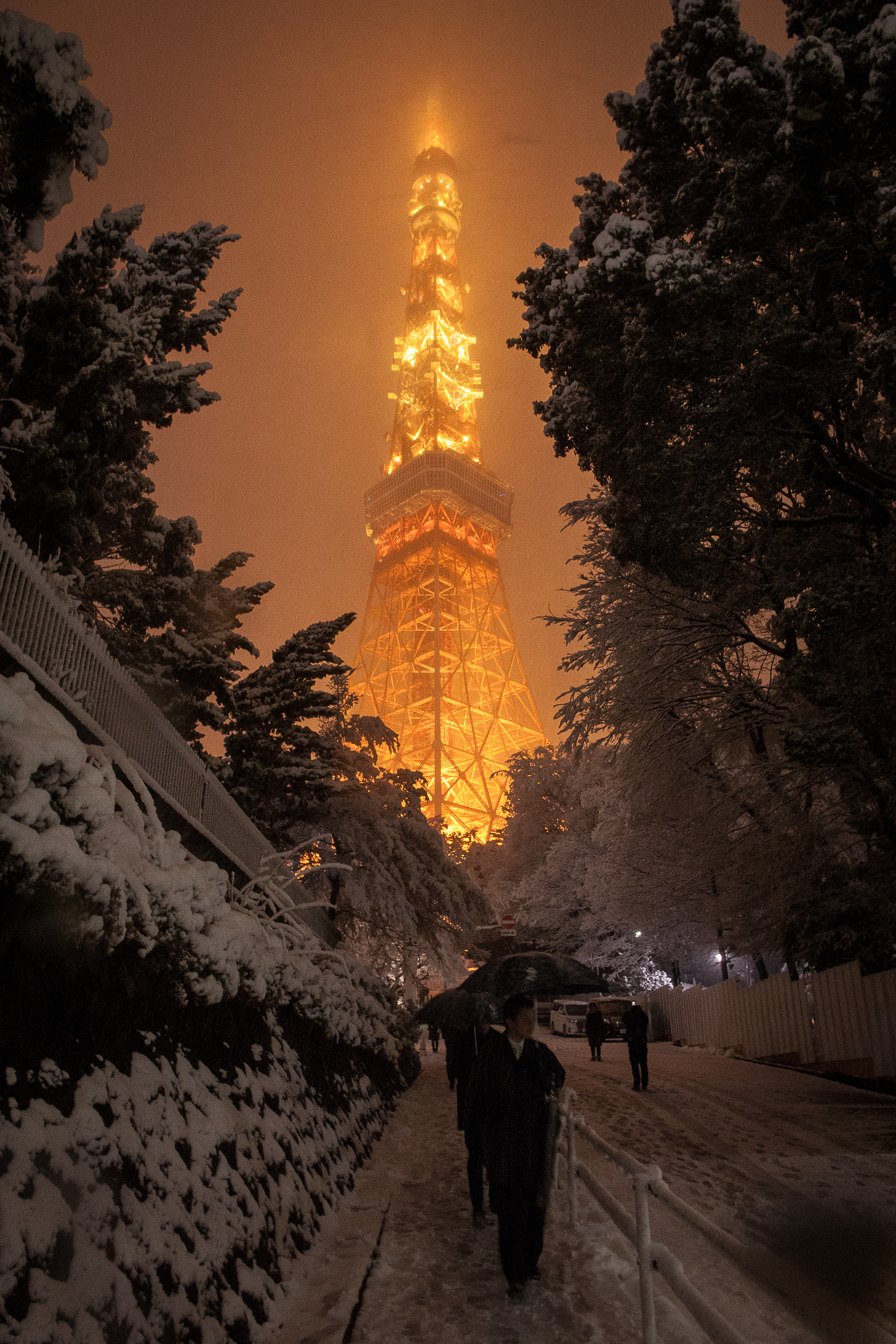
برج طوكيو أثناء تساقط الثلوج.
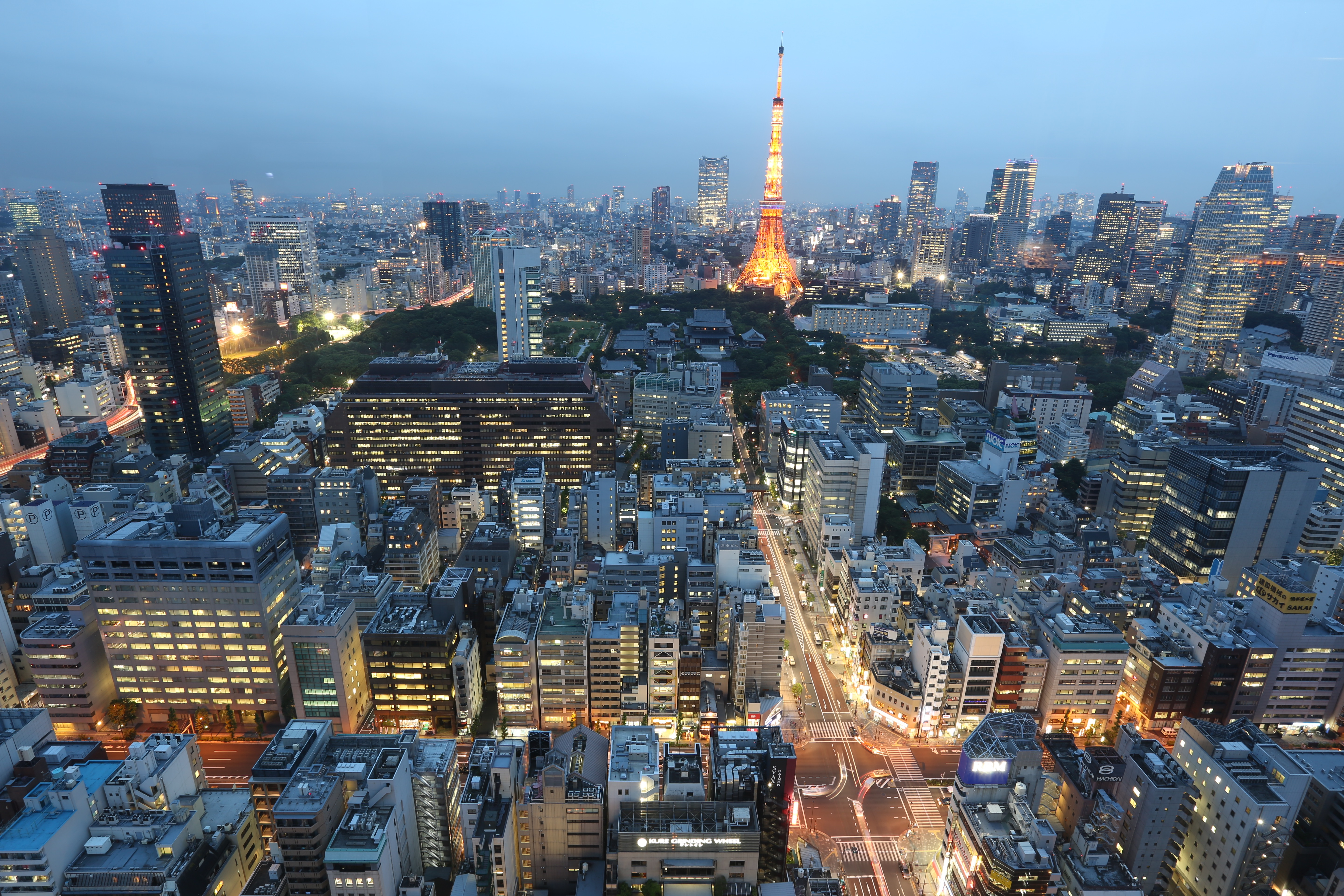
منظر جوي عند الغسق.
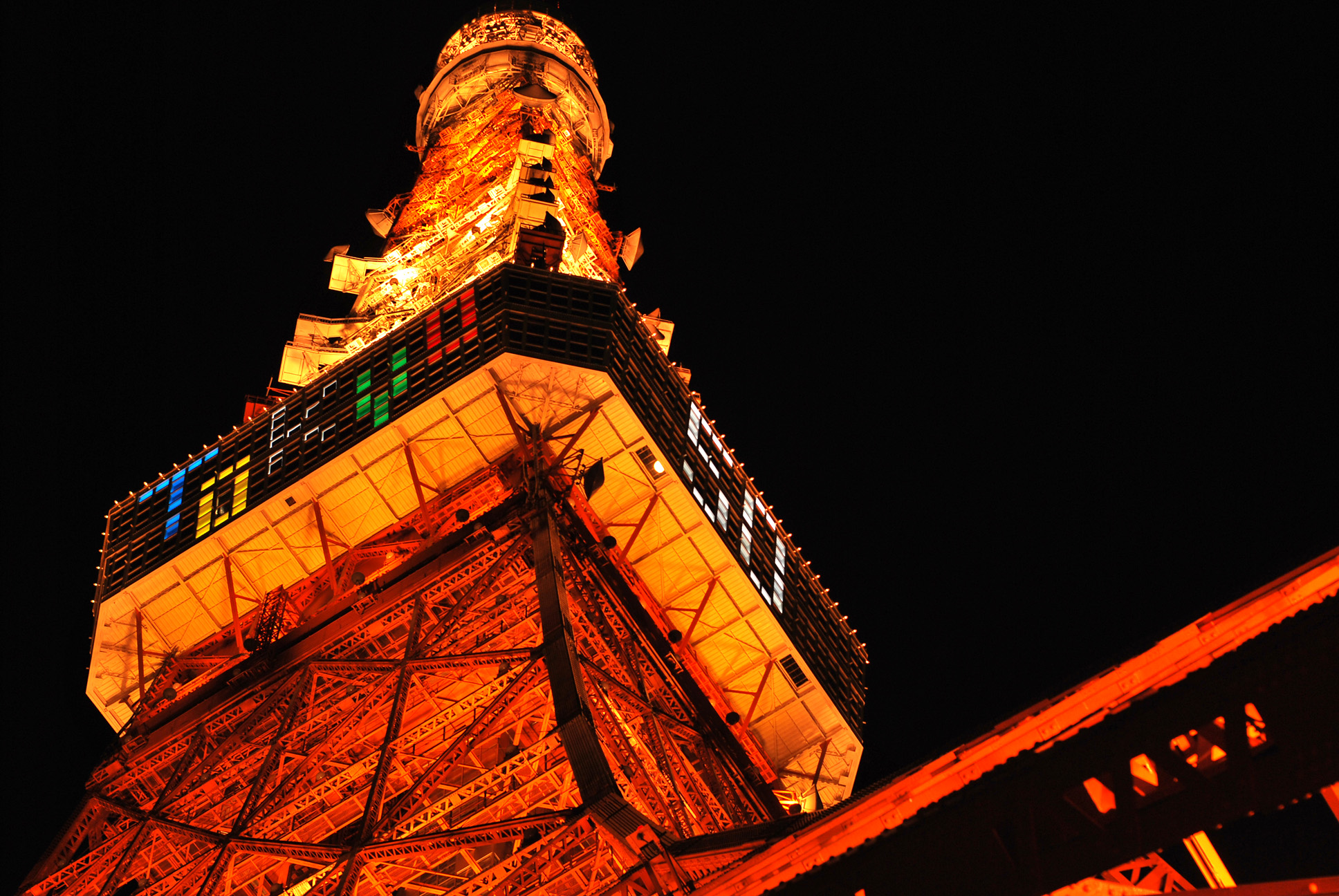
إضاءة الإحتفال بمرور 50 عام على إنشاء البرج.

## اقرأ أيضا
- طوكيو سكاي تري

## وصلات خارجية
موقع برج طوكيو الرسمي (لغة إنجليزية)
- برج طوكيو  على موقع ستركتر